# Nient'altro che guai
Nient'altro che guai è un film del 1991 diretto da Dan Aykroyd. Nel film è presente Tupac Amaru Shakur.

## Trama
Chris, consulente finanziario, e Diane, avvocatessa, più due clienti argentini, partono da New York verso Atlantic City ma finiscono nel paesino di Valkenvania, dove, per una banale infrazione stradale, vengono portati davanti al giudice Valkenheiser, uno che utilizza la legge a proprio uso e consumo.

## Colonna sonora
- Ray Charles – The Good Life
- Digital Underground with Tupac Shakur & Dan Aykroyd – Same Song
- Nick Scotti – Get Over
- Frankie Valli & The Four Seasons – Big Girls Don' Cry
- Digital Underground – Tie the Knot
- Damn Yankees – Bonestripper
- Elwood Blues Revue – Atlantic City (Is a Party Town)
- Bertila Damas – La Chanka
- Hank Williams Jr. – I Mean I Love You
- Michael Kamen – Valkenvania Suite

## Distribuzione
Il film è uscito nelle sale cinematografiche statunitensi il 15 febbraio 1991, distribuito dalla Warner Bros. In Italia il film è uscito direttamente in VHS Warner Home Video nel dicembre 1992.